# Mortierella schmuckeri
Mortierella schmuckeri är en svampart som beskrevs av Linnem. 1958. Mortierella schmuckeri ingår i släktet Mortierella och familjen Mortierellaceae.   Inga underarter finns listade i Catalogue of Life.